# Francis De Ridder
Francis De Ridder, né le 11 juin 1959 à Asse,, est un coureur cycliste belge. Il participe à des compétitions durant les années 1970 et 1980.

## Biographie
En septembre 1982, Francis De Ridder remporte une étape de la Cinturón a Mallorca. Il évolue ensuite au niveau professionnel en 1983 et en 1984 au sein de l'équipe Fangio. Lors de sa première saison, il se distingue en terminant treizième de Paris-Roubaix. Cette performance reste toutefois sans lendemain. 
Son neveu Sven a lui aussi été coureur cycliste, tout comme ses beaux-frères Jan Nevens et Noël Segers. 

## Palmarès
- 1980
  - 2e du Grand Prix d'Affligem
- 1981
  - 2e du Grand Prix d'Affligem
  - 2e du Tour du Brabant
- 1982
  - 3ea étape du Tour du Brabant
  - 2e étape de la Cinturón a Mallorca
  - 3e du Triptyque ardennais
- 1983
  - 3e de la Leeuwse Pijl